# Lucjusz Domicjusz Ahenobarbus
Lucius Domitius Ahenobarbus Cn. f. L. n. (zm. 25) – syn Gnejusza Domicjusza Ahenobarbusa konsula z 32 p.n.e. i Emilii Lepidy, polityk rzymski.
W 36 p.n.e. podczas spotkania w Tarencie pomiędzy Antoniuszem i Augustem postanowiono o zaręczynach Lucjusza z Antonią, córką Antoniusza, a zarazem siostrzenicą Augusta. Małżeństwo doszło do skutku w 30 p.n.e. Edyl w 22 p.n.e.; pretor w 19 p.n.e.; konsul w 16 p.n.e. W 30 p.n.e. przeniesiony przez cesarza Augusta z klasy plebejskiej do patrycjuszowskiej.
W młodości zdobył sławę jako woźnica na wyścigach konnych. W 8 p.n.e. jako namiestnik Ilirii i następca Tyberiusza w dowództwie nad armiami rzymskimi w Germanii, przekroczył rzekę Elbę i zaszedł najdalej w głąb Germanii ze wszystkich wodzów rzymskich. Przyznano mu za to odznaki triumfalne.
Wsławił się organizowaniem walk gladiatorskich i walk z dzikimi zwierzętami tak okrutnych, że spowodowały interwencję Augusta. Według Swetoniusza był człowiekiem rozrzutnym, okrutnym, a zarazem zarozumiałym. Swetoniusz relacjonuje, jak to w czasie swojego edylatu Lucjusz Domicjusz zmusił do ustąpienia sobie z drogi zajmującego znacznie wyższe stanowisko cenzora Lucjusza Planka. W testamencie August wyznaczył go na wykonawcę swojej ostatniej woli. Zmarł w 25 n.e.
Mąż Antonii Starszej z którą miał dzieci: Gnejusza Domicjusza Ahenobarba (konsula 32 n.e.), Domicję i Domicję Lepidę. Dziadek cesarza Nerona i cesarzowej Messaliny.

## Potomkowie
| Lucjusz Domicjusz Ahenobarbus |
| \| 1. Antonia Starsza \|      |
| 1. Antonia Starsza            |

| 1. Antonia Starsza |

| Gnejusz Domicjusz Ahenobarbus |
| konsul w 32 n.e.              |
| \| 1. Agrypina Młodsza \|     |
| 1. Agrypina Młodsza           |

| 1. Agrypina Młodsza |

| Domicja |
| \| 1. Decymus Hateriusz Agrypa \| \| 2. Kwintus Juniusz Blesus \| \| 3. Gajusz Salustiusz Kryspus Pasjen \| |
| 1. Decymus Hateriusz Agrypa                                                                                 |
| 2. Kwintus Juniusz Blesus                                                                                   |
| 3. Gajusz Salustiusz Kryspus Pasjen                                                                         |

| 1. Decymus Hateriusz Agrypa         |
| 2. Kwintus Juniusz Blesus           |
| 3. Gajusz Salustiusz Kryspus Pasjen |

| Domicja Lepida |
| \| 1. Marek Waleriusz Messala Barbatus \| \| 2. Faustus Korneliusz Sulla Feliks \| \| 3. Gajusz Apiusz Juniusz Sylan \| |
| 1. Marek Waleriusz Messala Barbatus                                                                                     |
| 2. Faustus Korneliusz Sulla Feliks                                                                                      |
| 3. Gajusz Apiusz Juniusz Sylan                                                                                          |

| 1. Marek Waleriusz Messala Barbatus |
| 2. Faustus Korneliusz Sulla Feliks  |
| 3. Gajusz Apiusz Juniusz Sylan      |

| Neron                                                               |
| \| 1. Oktawia \| \| 2. Poppea Sabina \| \| 3. Statilia Messalina \| |
| 1. Oktawia                                                          |
| 2. Poppea Sabina                                                    |
| 3. Statilia Messalina                                               |

| 1. Oktawia            |
| 2. Poppea Sabina      |
| 3. Statilia Messalina |

| Kwintus Hateriusz Antoninus |
| konsul w 53 n.e.            |

| ? Juniusz Blesus |

| Messalina                 |
| \| 1. Klaudiusz cesarz \| |
| 1. Klaudiusz cesarz       |

| 1. Klaudiusz cesarz |

| Faustus Korneliusz Sulla Feliks |
| \| 1. Klaudia Antonia \|        |
| 1. Klaudia Antonia              |

| 1. Klaudia Antonia |

| Klaudia Augusta |

| Oktawia        |
| \| 1. Neron \| |
| 1. Neron       |

| 1. Neron |

| Brytanik |

| Korneliusz Sulla                     |
| zmarł przed ukończeniem 2 roku życia |